# 穆劳
穆劳（德語：Murau）是奥地利施泰爾馬克州穆劳县的一个市镇。总面积76.63平方公里，总人口3499人，人口密度46人/平方公里（2020年）。